# Melvyn D'Souza
Pour les articles homonymes, voir D'Souza.
Melvyn Victor Souza dit Melvyn D'Souza, né à Goa, est un ancien arbitre indien de football des années 1970 et 1980.

## Carrière
Il a officié dans deux compétitions majeures : 
- Coupe du monde de football des moins de 20 ans 1979 (1 match)
- Coupe d'Asie des nations de football 1988 (1 match)